# Соціальні теорії розважальних медіа
Розважальні медіа – це один із видів медіа, за допомогою якого прагнуть задовольнити аудиторію шляхом подання інформації в розважальній формі. Вивчення розважальних ЗМІ дає можливість дізнатися чому люди прагнуть розважатися використовуючи медіа, яким чином вибирають певні види розваг, які існують типи впливу розважальних ЗМІ на аудиторію та ін. Люди використовують розваги для багатьох цілей: відпочинку, веселощів, ритуалів. Про моральну складову розваг розмірковували  ще з античних часів. Мішель де Монтень та Зигмунд Фрейд розглядали розваги як рекреаційний спосіб зменшення стресу, нудьги та нещастя. .

## Мотиви споживання розважальних ЗМІ
Будь-які людські дії здійснюються на основі мотивів, тому цілком логічно постає запитання: «Чому люди все більше й більше прагнуть витрачити свій час на розваги?». Відповідаючи на нього дослідники звернули увагу безпосередньо на мотиви, які визначають самі споживачі медіа. Їх є чимало, але тут буде розглянуто лише три найбільш поширені, за словами користувачів, мотиви та, відповідно, найкраще розроблені дослідниками. Звичайно, ці мотиви не обов’язково виникають перед споживанням ЗМІ розважального контенту, а якщо й виникають, то не завжди ведуть до відповідної поведінки. Крім того, вони можуть поєднуватися у різних комбінаціях, доповнюватися іншими, менш розповсюдженими мотивами .

### Бажання втекти від реального світу
Прагненням втечі від реального життя або, іншими словами, ескапізмом зазвичай пояснюють дії тих людей, які почуваються знедоленими та нещасливими. У 60-х і 70-х роках бажанням втечі, в першу чергу, пояснювали споживання розважальних ЗМІ нижчими соціальними класами населення, які, згідно з цією точкою зору, страждали від соціально-економічного тиску, і не мали інших можливостей компенсувати своє невдале життя. Тепер же його розглядають як мотив, який стосується різних верств населення, оскільки він може корелювати з іншими характеристиками особи. Катц (E. Katz) та  Фоулкес (D. Foulkes) вважали, що мас-медіа в цілому задовольняють потребу людей відволіктися від соціального життя та зануритися у мрії, які постають у медіа. Вони розглядали світ розваг як місце, яке здатне виконати бажання та мрії тих людей, які вірять у силу медіа. Пізніше теоретичні обговорення дослідників концентрувались на концептуалізації різних форм втечі. Зокрема, стверджувалось, що бажання втечі притаманне не окремій групі людей із певними характеристиками, а всім представникам суспільства. Так, користувачі шукають розваг, бо ті дають можливість тимчасово позбутись від рутинного життя. Хоча розважальними медіа можуть користуватися усі, існують ситуаційні відмінності, які визначають слабке або сильне бажання зануритись в інший світ. Наприклад, у періоди нудьги чи переживання втрати люди можуть бути більш схильні відійти від реальності .

### Бажання регулювати власний настрій через зміну свого оточення
Оскільки медіа-розваги становлять частину людського оточення, індивіди  обирають їх для посилення або тривалого збереження хорошого настрою. Так, окремі люди використовують розважальні мас-медіа на основі знань про їхній регулюючий ефект. Зілман і Браян (J. Bryan) неодноразово демонстрували, що люди, які нудьгували, були більше зацікавлені в перегляді комедій, ніж ті, які були в піднесеному настрої. Марес (M. L. Mares) та Кантор (J. Cantor) виявили, що деякі люди похилого віку обирали для перегляду сумні фільми, а не веселі. Вони пояснювали це бажанням порівнювати себе з тими, хто знаходиться у гіршому становищі, таким чином настрій глядача покращувався. Хоча Марес і Кантор стверджували, що мотив порівняння відрізняється від мотиву управління настроєм, їхні впливи є фактично однаковими: глядачі у дослідженні Мареса і Кантора також регулювали свій настрій у сторону позитиву, але робили це через проходження фази порівняння себе з іншими і, в результаті, отримували такий же ефект як і люди, які переглядали програми з позитивним змістом .

### Бажання змагатися та перемагати
Бажаннями втекти та регулювати свій настрій можна пояснити мотиви споживання традиційних розважальних ЗМІ, таких як телебачення, кіно, музика та література, тоді як вибір інтерактивних ЗМІ потребує дещо іншого пояснення. Користувачі традиційних розважальних ЗМІ отримують приємні емоції без віддачі зі своєї сторони, у той час як інші прагнуть здобути радість шляхом змагання, яке дозволяє виявити свої здібності та отримати перемогу. Найкращим прикладом конкурентних медіа-розваг є відеоігри. Бажання конкурувати з іншими, програмою чи навіть зі своїми попередніми досягненнями є найпоширенішим мотивом для споживання інтерактивних розважальних ЗМІ .
Варто зазначити, що ці мотиви можуть лише допомогти в поясненні обраної розваги (в залежності від конкретної ситуації), вони не пояснюють, чому користувачі шукають розваги в цілому. Вордерер (P. Vorderer) спробував знайти відповідь на це запитання і запропонував поняття розваги, як гри. Він концептуалізував розважальний досвід як форму гри, тому що головні його характеристики виходять саме з неї. Діяльність людини, спрямована на розваги, впливає на зміну сприйняття реальності, оскільки гравці будують іншу, додаткову, реальність і вона заміщає основну щоразу, коли вони розважаються, тобто грають. Такі внутрішньо вмотивовані дії людини найчастіше характеризується різними формами задоволення, але інколи містять і неприємні відчуття .

### Медіум наративної фіктивності
Для індивідуалізації мотиваційних станів у сфері розваг Ніклас Луман обрав медіум наративної фіктивності. Іншими словами, люди у розважальних видах ЗМІ постають із біографією, проблемами, життєвим досвідом, які споживач розуміє, бо сам зустрічався з ними або спостерігав це у житті знайомих. Розважальні медіа також пропонують споживачам приміряти на себе те, що вони побачили, почули чи прочитали. Медіум фіктивності надає можливість читачеві чи глядачеві самостійно вирішувати, чи хочуть вони із отриманої інформації робити висновки про себе чи своїх знайомих. Із запропонованого асортименту індивід сам може обрати, чого він потребує психічно і що він може витримати у даний період свого життя. Таким чином, медіа-розваги мають вплив на процес утвердження фіктивної ідентичності людини . Фіктивна ідентичність  призводить до помилкового існування індивіда із самим собою та оточуючими, суб’єкт перебуває у владі внутрішніх та зовнішніх протиріч . Медіа-розваги породжують реальність та схеми, за допомогою яких здійснюється особистісна ідентифікація. Луман вказує, що розвага допомагає самолокалізуватись в світі, який зображують медіа, але чи задоволені при цьому люди собою та світом? Чи повністю ідентифікують люди себе із спостережуваними сюжетами, чи все ж бачать відмінності? Отже, з одного боку, медіа навіюють чужий досвід, а з іншого – дають можливість індивіду спостерігати за чимось вторинним, таким чином, він може створювати спражню реальність на основі дихотомії аутентичне/вторинне. Тому, формування «реальної реальності» відбувається з урахуванням аналізу медійної (фіктивної реальності) .

## Наслідки споживання розважальних ЗМІ
Зважаючи на швидке збільшення кількості розважального контенту в різноманітних видах ЗМІ в останні десятиліття було проведено чимало досліджень та розроблено теоретичних концептів щодо ефектів такого виду розваг. Нижче буде розглянуто тільки три найбільш важливі теорії про наслідки розважальних ЗМІ: передачі збудження, катарсис та навчання:     
- теорія передачі збудження, яку розробив Зілман, говорить, що фізіологічне збудження накопичується протягом експозиції, наприклад, під час перегляду фільмів, і не знижується одразу, а повільно виходить до кінця фільму. Збудженя, яке залишається на фінальні сцени, глядач пояснює як задоволення від щасливого кінця історії. Така передача збудження від негативного стану до позитивного лежить в основі полегшення, яке можна спостерігати у багатьох аудиторій засобів масової інформації. Люди згідні спостерігати неприємні, подекуди жахливі сцени, терпіти невідомість, задля полегшення у кінці книги, фільму, реаліті-шоу тощо [2];
- катарсис – процес очищення людини від поганих емоцій, переживань та ін. Термін походить від Арістотеля, який використовував його для опису впливу грецької трагедії на глядачів: спостерігаючи п’єси, у яких були висвітлені страх, гнів чи будь-які інші негативні емоції, людина позбувалася від них у реальному житті. Арістотель не дав точного визначення катарсису, тому різні дослідники можуть тлумачити його по-різному [2];
- навчання через розважальні мас-медіа. Вивчення внутрішньої мотивації та впливу хорошого настрою на індивідуальні процеси навчання та обробки інформації дали поштовх для роздумів про використання розважальних мас-медіа з освітньою метою. Індивіди у більшій мірі хочуть вивчати те, що представлено у розважальних програмах. Тривалі експериментальні дослідження показують, що регулярний перегляд дітьми спеціальних розважальних програм сприяє вирішенню проблем дошкільнят зі здатністю гнучко мислити [2].

## Умови отримання задоволення від розважальних ЗМІ
Проаналізувавши дослідження  Д. Зілмана  (D. Zillmann)  та  його  спільне  дослідження  з  Дж. Кантором (J. Cantor),  Зіллман  та  Дж. Брайант  (J. Bryant)  запропонували п’ять правил отримання аудиторією задоволення від повідомлень ЗМІ, які містять повідомлення драматичного, гумористичного або спортивного змісту.  Ці правила об’єднані під назвою «диспозиційна модель» або «модель ставлення». Результати дослідження підтвердили, що ця модель працює.
1. Задоволення, яке людина отримує від спостереження приниження, невдачі чи поразки інших зростає зі ступенем негативного ставлення і зменшується зі ступенем позитивного ставлення до певного персонажа або групи.
2. Задоволення, яке людина отримує від спостереження успіху чи перемоги інших зменшується зі ступенем негативного ставлення і збільшується зі ступенем позитивного ставлення до певного персонажа або групи.
3. Роздратування від спостереження за приниженням, невдачею чи поразкою інших зменшується зі ступенем негативного ставлення і збільшується зі ступенем негативного ставлення до певного персонажа або групи.
4. Роздратування від спостереження за успіхом чи перемогою інших зростає зі степенем негативного ставлення і зменшується зі ступенем позитивного ставлення до певного персонажа або групи.
5. Правила 1-4 діють в комплексі, отже, всі складові задоволення і/або роздратування об'єднуються в загальне задоволення або роздратування [1].

## Розважальні ЗМІ з точки зору функціоналізму
Хоча більшість газет зосереджені на новинах, головоломки, гороскопи, інформація про відомих людей, гумористичні повідомлення становлять близько 12 % від їхнього вмісту й націлені на розважання аудиторії (якщо розглядати спортивні новини як розвагу, то варто додати ще 14 %). Близько 75 % змісту на звичайних (не спеціалізованих) каналах телебачення є розважальним. Радіохвилі також різняться за кількість розважального контенту в залежності від формату станції.
Чарльз Роберт Райт (1960) до переліку трьох основних функцій медіа (спостереження за навколишнім світом, узгодження реакції певних частин суспільства на їхнє оточення, передавання культурного спадку), визначених Гарольдом Лассвелом (1949), додав розважання. З одного боку, воно є частиною передаваної культури, а з іншого — людина отримує особисте задоволення через розваги та забави, зменшується соціальна напруга. Відповідно, індивіди мають можливість відволіктися від рутини та щоденних проблем, а суспільство загалом — уникнути кризи.
Перевага засобів масової інформації над іншими джерелами розваг полягає в тому, що вони постачають розваги при невеликих фінансових витратах для великої кількості людей. Зважаючи на те, що розважальні заходи такого виду повинні бути направлені на велику, а тому різноманітну аудиторію, вони містять масову культуру, регулярне транслювання якої знижує рівень смаку населення загалом, а тому є дисфункцією.

### Освітня функція розважальних телевізійних ЗМІ
У багатьох країнах, що розвиваються, розважальні телевізійні програми є інструментом розвитку та позитивних соціальних змін, адже вони прорагують повагу, рівність, освіченість та ін. Далі буде розглянуто декілька прикладів таких програм.
Однією з перших компаній, яка застосовувала такого виду пропаганду, була мексиканська компанія Televisa, яка у 1975—1982 роках випустила декілька серій програм, зокрема, в жанрі мильної опери. Ці програми пропагували рівність статей, грамотність дорослого населення, сексуальну відповідальність та контроль народжуваності. Такого виду серіали були дуже популярні, і глядачі разом із розвагами отримували корисну інформацію.
Таку модель передачі соціальних програм перейняли телекомпанії інших країн. У 1987 році в Кенії вийшла мильна опера «Давай поговоримо», яка популяризувала ідею планування сім'ї. Цей серіал став найпопулярнішим в історії кенійського телебачення. Нігерійська мильна опера «Крик півня на світанку» просувала прийоми сучасного сільського господарства, а на Ямайці була створена мильна радіоопера про планування сім'ї, яку за 4 роки послухало 40 % дорослого населення острова. Теленовела компанії Televisa «Молода кров» (Sangre Joven), яка стартувала на початку 1990 року, розповідала про планування сім'ї, СНІД і зловживання наркотиками.
Найбільш вражаючий комерційний успіх був у індійської телевізійної драми «Ми — люди» (Hum Log), яка стартувала у 1984 році. Ця драма стала найпопулярнішою в історії індійського телебачення та мала помітний вплив на суспільство. У ній пропагували хороше ставлення до жінок, засуджували побиття чоловіками їхніх дружин, систему приданого, показували різницю в соціальному та політичному становищі чоловіків та жінок. У кінці кожної серії знаменитий індійський актор протягом 30-50 секунд переказував сенс серії та давав поради стосовно поведінки. Цей серіал заохочував жінок проявляти більше самостійності та влаштовуватися на роботу, а не залишатися домогосподарками.
Одне з аналітичних досліджень показало, що серіали не завжди мають однозначний вплив на всю аудиторію і сприймаються споживачами так, як їх хочуть показати розробники. Наприклад, багато індійських телеглядачок ідентифікували себе з рольовою моделлю жінки традиційного типу — матері та господині будинку, яку продюсери зображали швидше як негативного персонажа, якого не варто наслідувати, а не з незалежними та самостійними її дочками. Можливо, це відбувалося через неготовність глядачок до прийняття на себе таких відмінних від їхніх звичних зразків поведінки. Така ж ситуація склалася і з американською комедією 70-х років «Всі в сім'ї» (All in the Family): більш традиційно налаштовані глядачі ідентифікували себе з негативним, за версією продюсерів, персонажем.
Дослідники Е. Роджерс (Everett Rogers) і А. Сінхел (Arvind Singhal) зробили висновки щодо ефективності розважально-освітніх ЗМІ в країнах, що розвиваються:
1. Розміщення освітнього послання в контексті розваги може залучити велику аудитрію та дати великий прибуток, який підтримає всю суспільно-корисну кампанію.
2. Освітнє послання не повинно бути занадто відвертим і нав'язливим, інакше аудиторія відкине його.
3. Ефект послання в ЗМІ в таких програмах посилюється, коли в ньому містяться додаткові поради стосовно зміни поведінки.
4. Повторення соціальних тем в теленовелах має сильніший ефект ніж одинарна просоціальна рекламна акція.
5. Просоціальні кампанії приносять найбільший успіх, якщо ЗМІ, влада, комерційні спонсори та організації охорони здоров'я об'єднують свої зусилля[14].